# Mollā Sālemī
Mollā Sālemī (persiska: ملا سالمی) är en ort i Iran.   Den ligger i provinsen Bushehr, i den södra delen av landet, 900 km söder om huvudstaden Teheran. Mollā Sālemī ligger 37 meter över havet och antalet invånare är 103.
Terrängen runt Mollā Sālemī är platt. Runt Mollā Sālemī är det glesbefolkat, med 17 invånare per kvadratkilometer. Närmaste större samhälle är Bardestān, 19,7 km sydost om Mollā Sālemī. Trakten runt Mollā Sālemī är ofruktbar med lite eller ingen växtlighet.